# Gerardo II di Rossiglione
Gerardo, o Girard (... – dopo il  4 luglio 1172), è stato un nobile franco, conte di Rossiglione e visconte di Fenouillet, Vallespir e Perapertusa, dal 1164 sino alla morte.

## Origine
Era il figlio del conte di Rossiglione e visconte di Fenouillet, Vallespir e Perapertusa, Gausfredo III e di sua moglie, Ermengarda di Trencavel, che era figlia del Visconte di Béziers, Bernardo Aton e della viscontessa d'Albi, Cecilia di Provenza.

## Biografia
Di Gerardo II si hanno scarse notizie.
Per la prima volta viene citato nel documento n° 543 II del Preuves delle Histoire générale de Languedoc, Tomus V, datato 13 maggio 1139, che ci riferisce di una donazione fatta da suo padre, Gausberto, unitamente alla moglie, Ermengarda di Trencavel e a Gerardo al monastero di Lagrasse.
In quello stesso anno, Gerardo, iniziò ad affiancare il padre nel governo della contea
Sempre, nel 1139, iniziarono i problemi tra i suoi genitori

Verso il 1149, Gausfredo III ripudio la moglie.
Molto probabilmente, a seguito di questo avvenimento, Gerardo con l'appoggio dello zio, il visconte di Béziers, Raimondo I, fratello di sua madre, si ribellò a suo padre. La riconciliazione avvenne verso il 1151, quando Gausberto III garantì al figlio che sarebbe stato il suo erede.
Nel 1152, Gerardo, il 18 settembre, vendette a suo zio, Raimondo I Trencavel, il castello di Melguel, che era stato di suo nonno, Bernardo Aton.
Nello stesso anno suo padre Gausfredo si risposò con una donna di cui non si conoscono né il nome né gli ascendenti. Questo secondo matrimonio non fu accettato dalla chiesa e Papa Eugenio III lo scomunicò; scomunica che gli fu confermata da due successori: Papa Adriano IV e poi Papa Alessandro III.
Alla morte del padre a Gerardo andarono tutti i suoi titoli e proprietà.
Papa Alessandro III confermò Gerardo II come legittimo erede con lettera datata 19 agosto 1165.
Il 4 luglio 1172 Gerardo redasse il suo testamento, in cui dopo vari lasciti al punto 25 lasciò tutti i suoi domini al re d'Aragona (Alfonso II d'Aragona.
Alla morte di Gerardo II, che avvenne nel 1173, Alfonso II d'Aragona gli succedette in tutti i suoi domini.

## Matrimonio e discendenza
Di Gerardo II non si ha alcuna notizia di un'eventuale moglie, né si conosce alcun discendente